# Olajzöld varánusz
A olajzöld varánusz (Varanus olivaceus) a hüllők (Reptilia) osztályába, a pikkelyes hüllők (Squamata) rendjéne, ezen belül a gyíkok (Sauria) alrendjébe és a varánuszfélék (Varanidae) családjához tartozó, Fülöp-szigeteki elterjedésű állatfaj.

## Elterjedése
A Fülöp-szigetek három szigetéről ismert: Luzon déli részéről, valamint Catanduanesről és Pollilióról. A 400 méteres tengerszint feletti magasság alatti nedves erdőségekben él

## Életmódja
Az olajzöld varánuszok életük nagy részét fákon töltik. A fiatal állatok jórészt csigákkal és rákokkal táplálkoznak, míg a kifejlett egyedek jobbára gyümölcsevők.

## Természetvédelmi helyzete
A Természetvédelmi Világszövetség szerint sebezhető. Állományának csökkenéséért elsősorban az tehető felelőssé, hogy fogyasztási céllal vadásszák. Emellett élőhelye rendkívül mértékben felaprózódott és beszűkült a favágás és a mezőgazdasági tevékenység kiterjedése miatt, továbbá az is negatívan befolyásolja a kilátásait, hogy kicsinyeit befogják a hobbiállat-kereskedelem céljára. Szerepel a CITES II. függelékében.